# 김천재
김천재( 1989년 1월 9일 ~ )은 대한민국의 남자 배구 선수이며, 현재는 OK저축은행의 코치이다, 2010-2011 신인 드래프트에서 수원 한국전력 빅스톰에 입단하였다.

## 수원 한국전력 빅스톰
승부조작 파문으로 주축 세터들이 이탈한 2011~2012시즌 말미에 잠시 주전 세터를 맡기도 했지만 실력의 부족으로 주전자리에서 밀렸다. 결국 2012~2013시즌이 끝나고 보호선수 외 특별지명을 통해 OK로 이적했다

## 안산 OK저축은행 러시앤캐시
주로 원포인트 서버로 출전하여 알토란 같은 활약을 하였고, 2015-16시즌을 마친뒤 현역으로 군복무 하였고, 17-18시즌 중반 복귀 하였지만 자유신분선수로 공시되었고
18-19시즌부터 OK저축은행의 코치로 지도자 생활을 하게 되었다.